# Viaduc de Felsenau
Le Viaduc de Felsenau ou Pont de Felsenau (en allemand : Felsenauviadukt) est un viaduc routier situé à Berne en Suisse. Il franchit l'Aar.

## Situation
Ce pont permet à l'autoroute A1 de franchir l'Aar au nord du centre de Berne. Il se trouve juste au nord du quartier de Lorraine.

## Histoire
Il a été construit entre 1972 et 1974 et mis en service en 1975. Il a couté 27 millions de francs suisses.

## Classement
Le Halenbrücke est inscrit sur la liste des biens culturels d'importance nationale dans le canton de Berne.

## Sources
- (de) Cet article est partiellement ou en totalité issu de l’article de Wikipédia en allemand intitulé « Felsenauviadukt » (voir la liste des auteurs).
- Viaduc de Felsenau sur Structurae.